# Longozabe
Longozabe is een plaats en commune in het oosten van Madagaskar, behorend tot het district Anosibe An'ala, dat gelegen is in de regio Alaotra-Mangoro. Tijdens een volkstelling in 2001 telde de plaats 18.610 inwoners.